# El Yopal (flygplats i Colombia)
El Yopal är en flygplats i Colombia.   Den ligger i departementet Casanare, i den centrala delen av landet, 200 km öster om huvudstaden Bogotá. El Yopal ligger 311 meter över havet.
Terrängen runt El Yopal är platt åt sydost, men åt nordväst är den kuperad. Runt El Yopal är det ganska glesbefolkat, med 29 invånare per kvadratkilometer. Närmaste större samhälle är Yopal, 2,6 km nordväst om El Yopal. Omgivningarna runt El Yopal är huvudsakligen savann.